# 髒話

脏话在卡通、流行娛樂及大众媒体中，可能会使用符号、哔聲来隱藏有关的词汇
例：#@%&⋯***#、@

髒話，又稱為詈語、粗話、污言穢語；粤语稱為粗口（亦用於普通話）；湘语稱為痞话；臺语稱為垃圾話、姦撟（訐譙）、否嘴（歹喙）、粗喙、𡳞鳥话。所有的人類語言都有作為髒話的單詞和其他的禁語，髒話普遍存在於所有的語言當中，認為日語或芬蘭語等一些語言沒有髒話的看法是錯的。
髒話是無法通過審查制度的低俗、无禮、粗鄙、不雅、淫穢的說話，尤其是語句中含有讓旁聽者感到被羞辱、難堪或冒犯的字詞。此外，因性别、年龄、民族、宗教的差异而产生歧視的诋毁语，虽然也有使用恶毒，但通常并不归类为粗俗话，而是被称为「歧视语」。
有時人們為了避免受到審查，會刻意使用一些諧音字、或是無關聯的詞語代替脏话，這種現象稱為「委婉髒話」，例如：趕羚羊、草枝擺、法克魷等使用的諧音字，或是台灣人借用「機車」一詞來代替髒話字。
髒話不等同於下流話（床上脏话），後者雖然也會使用性器官的詞彙，但是在雙方之間營造某種刺激的情景；前者則是在某種程度上，反映出說話者的個人品德與教育水平，或是刻意使用粗俗字眼挑釁聽眾的幹話。

## 定義
髒話可以根據使用目的分為幾種：詈語是雙方在激烈的語言衝突時，使用具有攻擊性、不堪入耳的罵人言語；穢語是無意識的個別群體，將市井低层的粗俗话當作平常的習慣用語；或者是为了表达不满情绪，使用犀利、憤世忌俗的言詞，批評某些人物及社會現象。
髒話的定義存在着比较大的分歧，人们的認知隨着社會演變而有不同變化，一些過往被視為髒話的字詞，在部分人眼中會變得不具冒犯性。 相反的，原本中性的词汇也可能会演变为脏话，典型例子如：“支那”由地理名词变成侮辱用语，“小姐”在中国许多城市含有贬义。

## 爭議

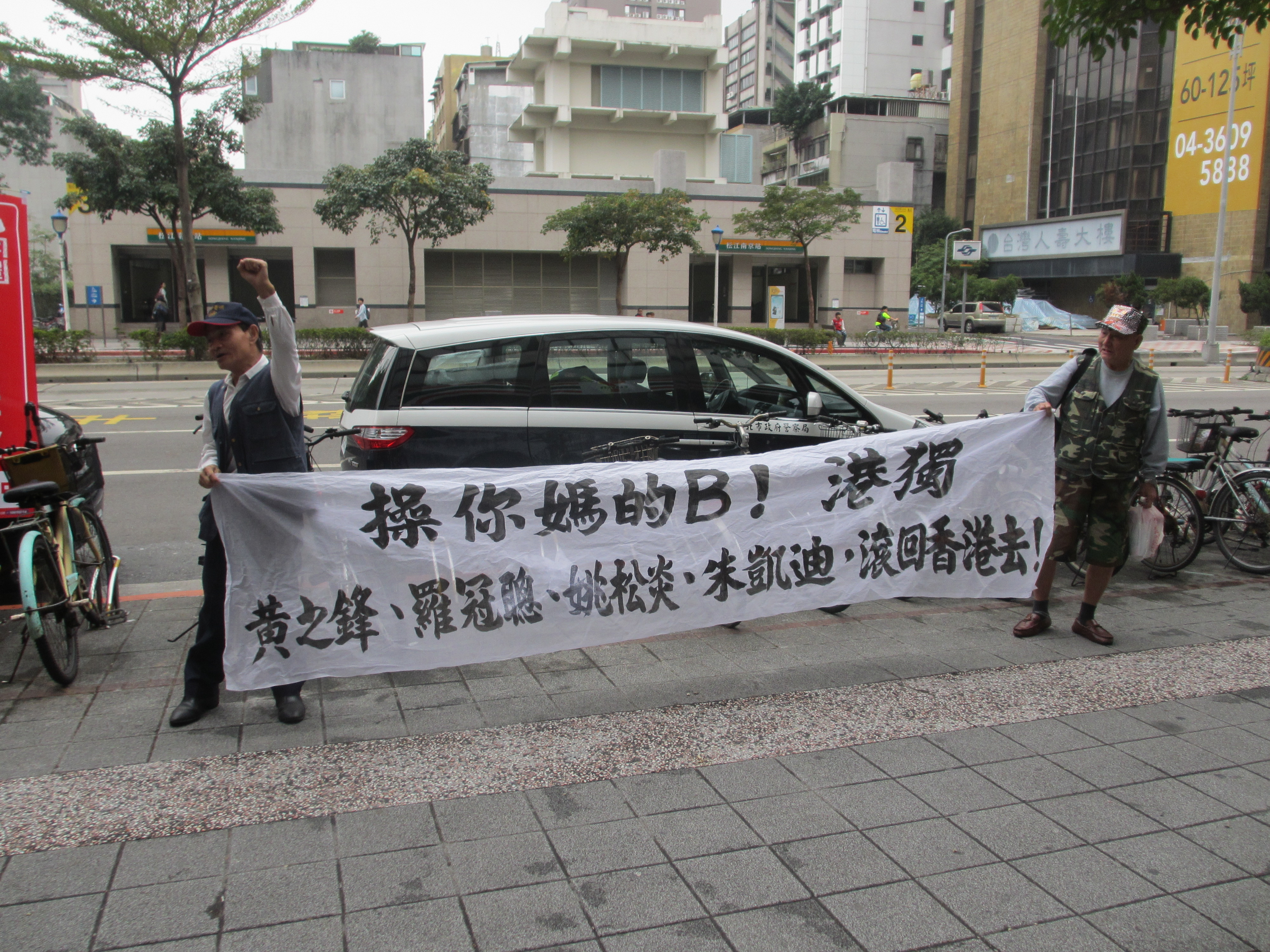
极具攻击性的汉语脏话

脏话在公共场合，尤其是媒体广播事业中的使用通常会受到严格限制，如1973年由喬治葛倫主持的美国广播喜剧《七個絕不能在電視節目裏說的字》就导致了聯邦通訊委員會通过一项限制脏话的规定，而美國聯邦法院也在聯邦通訊委員會訴太平洋電台案中贊同該審查法規。根據香港政府的《廣播條例》，持有廣播牌照之機構不可於節目中使用粗言穢語。
雖然普遍認為粗口帶有侮辱性，但也有觀點認為，對於粗口字眼的理解，必須要透過其語境去理解。也有观点认为脏话在语言中的使用有时会起到调味剂的作用，偶尔在非正规场合有一两个脏词不仅无伤大雅，还可以使言语变得连贯而生活化，尤其在許多地區、或是勞動階層，髒話成為了朋友之間表現親密度的問候語，能反映出彼此之間的友好程度。根據香港中文大學學生報的《道德高地的虛妄》，粗口須在特定對象及語境下，才能產生「侮辱性、不尊重、性騷擾」等意思。

## 語境使用
一些人認為諸如日語或芬蘭語等語言沒有任何髒話，但事實上所有的人類語言都有髒話，髒話普遍存在於所有的語言當中，認為某些語言沒有髒話的看法，是一種谬误；此外，各种语言的脏话尽管内容相近，但由于语言的结构以及使用规则的不同，具体使用也大相径庭；说话者和听众往往因为理解与沟通之间的差异，对言语产生不同的心理感受，而引起不愉快的争端。此外，文字記錄也有一定的局限性，單憑書面的片段文字，無法令人立即瞭解到是表示粗痞、惡意、宣洩或是私密的用語，除非是具體描述其中的人際關係與瑣碎細節。
市井之間的生活習慣
低層生活與教育程度不良的市民，言談之中無意識使用粗魯字眼，對象的言談雖然粗鄙不堪，卻未必是有明顯的惡意。社會中白手起家的成功人士，可能仍然保留這種言談風格，例如：「（漢高帝）乃公居馬上而得之，安事詩書！」（史記·酈生陸賈列傳）
電影及通俗小說等流行創作，尤其是黑幫電影、B級片常使用這類對話，表現下層社會的粗俗生活方式。政治人物也可能使用這種說話技巧，拉近與社會階級的距離，達成吸引選民注意力的目標，例如：「放馬過來，恁爸等你！」（2020年國民黨總統參選人韓國瑜於新北市舉辦首場造勢晚會時）
惡意的咒罵
雙方在激烈的語言衝突時，使用帶有強烈攻擊性、不堪入耳的罵人言語，達到謾罵、侮辱、詛咒的目的，嚴重情形會構成法律上的誹謗、侮辱或恐嚇罪。例如：粉絲俱樂部為自己支持的偶像造勢，在互联网社交媒体辱罵對方偶像。
垃圾話
政治、軍事、體育、遊戲等兩方對峙場合，故意使用粗穢的喊話，挑釁引起對方的負面情緒，從而出現某種失誤，營造提升我方優勢與士氣的利己局勢，多被視為是一種不君子行為。
宣洩情緒、社會不平等現象
搖滾及繞舌歌手尤其喜歡使用脏话，控訴社會的不公平、表達現實的不滿情緒，在電影創作中亦為常見，例如：「我操你！我操你媽的台北！」（電影《海角七號》台詞）
好友之間的對話
熟悉且有深厚交情的朋友之間使用脏话，作為一種親密的表現，在社會不同階級、不同教育背景都尤為常見，但在不相熟者聽到會覺得帶有侮辱、挑釁的不良企圖。例如：兩個非裔美國人可以互相稱呼對方「尼哥」，但是其他人使用時會引起種族歧視的爭議。
性伴侶之間的挑逗
性伴侶之間使用脏话营造性刺激的聯想，尤其普遍存在於虐戀關係中的支配與臣服類型。這種話在普通朋友、泛泛之交及陌生人面前，則會變成言語上的侮辱、性騷擾。

## 分類使用

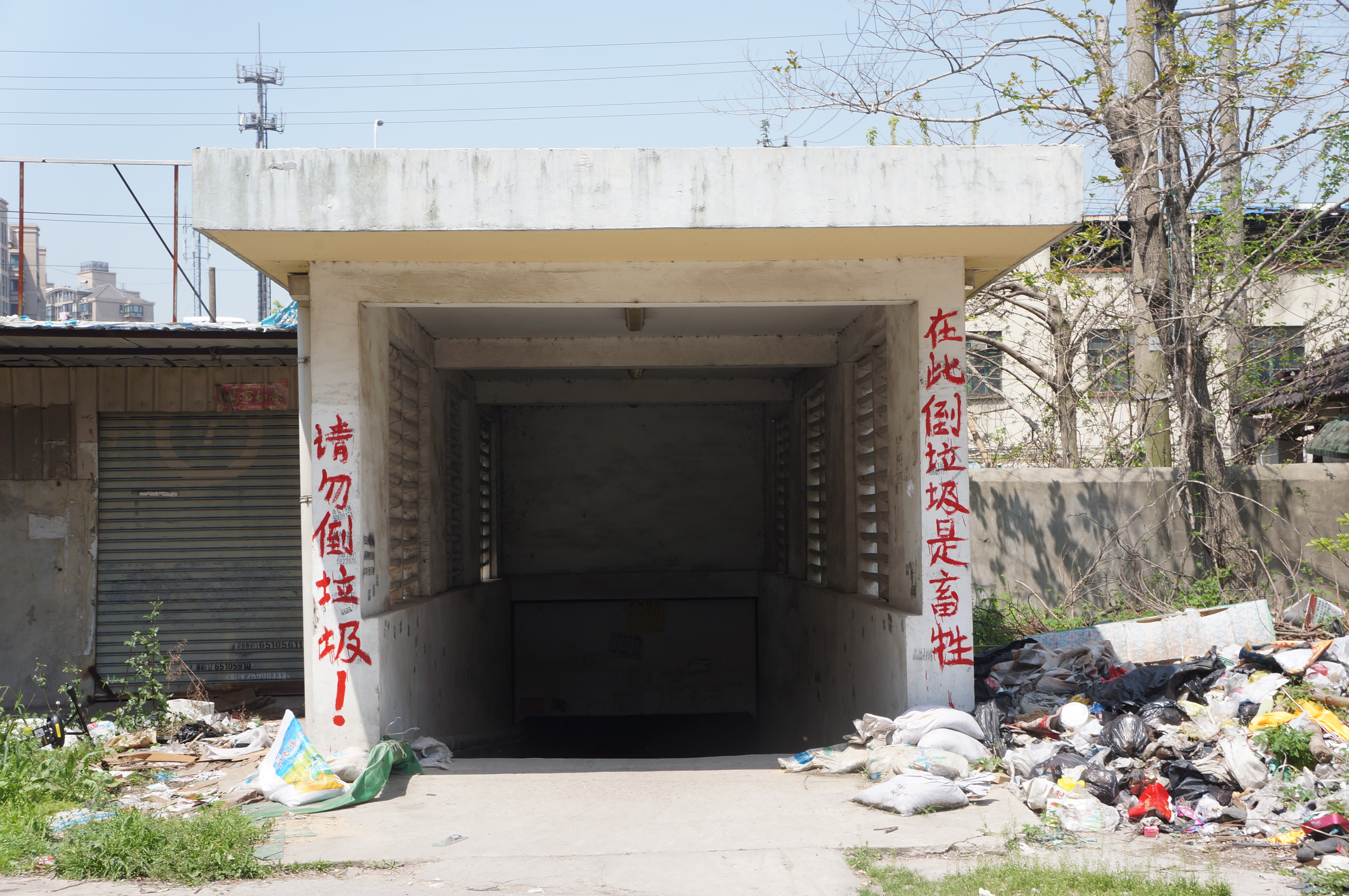
上海何家湾站附近的一个地下通道口写有的冒犯性警示语：将乱扔垃圾者比作畜牲

世界各地脏话的主题基本相同，含有大量與性器官、性交、強姦或是貶低對方人格的詞彙，藉由此侮辱、恐嚇及威脅對方，表示自己凌駕於對方之上。以下將髒話略為分類，但部分髒話互相交織連繫，可歸屬到多個分類。
- 人身攻擊
  - 人格侮辱，包含智能障碍、種族歧視、性別歧視、性傾向歧視、职业歧視、身材歧視、嗜好歧视、宗教歧視
  - 比拟为某种动物，例如：禽獸、狗、猪、蟑螂等之类
  - 有关排泄物，例如：屎、尿、屁等之类
  - 有關性交、生殖器、第二性徵，例如：屌、屄、肏、睾丸等之类
  - 把男人貶稱為廢物、女人貶稱為貨物
- 七大脏词
  - 性別歧視主義
  - 性騷擾
  - 性侵犯
  - 性濫用
  - 性暴力

在反駁對方論點時話對他人進行的人身攻擊又稱穢言謬誤。

## 外部連結
- 粵語髒話罵人大全
- 廣州話粗口研究網
- Maledicta: The International Journal of Verbal Aggression（ISSN US 0363-3659）
- Mellie, Roger, "Roger's Profanisaurus", Fulchester Industries/IFG Ltd.
- Review of Emotions, Taboos and Profane Language by Zsuzsanna Ard
- The BurnMeister （页面存档备份，存于） A (humorous) tool to add grammatically appropriate profanity to arbitrary English text.